# Ньюпорт (Північна Кароліна)
Ньюпорт (англ. Newport) — місто (англ. town) в США, в окрузі Картерет штату Північна Кароліна. Населення — 4364 особи (2020).

## Географія
Ньюпорт розташований за координатами 34°46′15″ пн. ш. 76°52′45″ зх. д. / 34.77083° пн. ш. 76.87917° зх. д. (34.770714, -76.879155).  За даними Бюро перепису населення США в 2010 році місто мало площу 20,04 км², з яких 19,87 км² — суходіл та 0,17 км² — водойми.

## Демографія
Згідно з переписом 2010 року, у місті мешкало 4150 осіб у 1563 домогосподарствах у складі 1011 родини. Густота населення становила 207 осіб/км².  Було 1697 помешкань (85/км²).
Расовий склад населення:
| - 81,7 % — білих - 11,3 % — чорних або афроамериканців - 1,7 % — азіатів - 0,5 % — корінних американців - 0,1 % — вихідців з тихоокеанських островів - 1,5 % — осіб інших рас |

До двох чи більше рас належало 3,2 %. Частка іспаномовних становила 4,7 % від усіх жителів.
За віковим діапазоном населення розподілялося таким чином: 21,6 % — особи молодші 18 років, 63,8 % — особи у віці 18—64 років, 14,6 % — особи у віці 65 років та старші. Медіана віку мешканця становила 38,9 року. На 100 осіб жіночої статі у місті припадало 102,2 чоловіків;  на 100 жінок у віці від 18 років та старших — 99,4 чоловіків також старших 18 років.
Середній дохід на одне домашнє господарство  становив 55 540 доларів США (медіана — 39 467), а середній дохід на одну сім'ю — 61 110 доларів (медіана — 55 128). Медіана доходів становила 35 469 доларів для чоловіків та 34 353 долари для жінок. За межею бідності перебувало 6,0 % осіб, у тому числі 9,2 % дітей у віці до 18 років та 2,3 % осіб у віці 65 років та старших.
Цивільне працевлаштоване населення становило 1951 особа. Основні галузі зайнятості: публічна адміністрація — 18,8 %, освіта, охорона здоров'я та соціальна допомога — 17,6 %, мистецтво, розваги та відпочинок — 15,7 %.